# Christian Klimek
Christian Klimek (ur. 8 stycznia 1990 w Ludwigshafen) – niemiecki piłkarz ręczny.

## Kariera
Karierę piłkarską rozpoczął w drużynie juniorów w klubie TV Edigheim w rodzinnym Ludwigshafen. Następnie grał w juniorskich drużynach takich jak HSC Frankenthal, HSG-Bexbach-Höchen oraz HSG Worms. Od roku 2008 należał do klubu TSG Friesenheim, który zajął trzecie miejsce w mistrzostwach Niemiec (Deutsche Meisterschaft), następnie należał do kadry drużyny niemieckiej I. Handball-Oberligi, później do II. Handball-Oberligi.
Od 2010 roku drużyna TSG Ludwigshafen-Friesenheim, w której grał Christian Klimek, zakwalifikowała się do Bundesligi niemieckiej w piłce ręcznej mężczyzn (HBL).
W połowie 2014 roku Christian Klimek przeszedł jako następca Mattiasa Gustafssona do TuS Nettelstedt-Lübbecke, klubu I. Handball-Bundesligi.